# Kaypro 2x
Kaypro 2x је био преносиви рачунар фирме Kaypro који је почео да се производи у Сједињеним Америчким Државама од 1984. године.
Користио је Z80A као микропроцесор. RAM меморија рачунара је имала капацитет од 64 KB. 
Као оперативни систем кориштен је CP/M 2.2.

## Детаљни подаци
Детаљнији подаци о рачунару Kaypro 2x су дати у табели испод.
|                       |                                                              |
| [ 1 ]                 |                                                              |
| Произвођач            |                                                              |
| Тип                   | преносиви рачунар                                            |
| Меморија              | 64 KB                                                        |
| Поријекло             | Сједињене Америчке Државе                                    |
| Година                | 1984                                                         |
| Тастатура             | Пуни помак, 78 тастера, тастери смјера и нумеричка тастатура |
| Процесор              |                                                              |
| Фреквенција процесора | 4                                                            |
| RAM                   | 64 KB                                                        |
| ROM                   | непознато                                                    |
| Текст                 | 80 знакова x 24 линије (ADM-3A компатибилан)                 |
| Графика               | 160 x 100 блокови                                            |
| Боја                  | уграђени 9-инчни монохроматски монитор са зеленим приказом   |
| Звук                  | само пиштање                                                 |
| Димензије             | 45 (ширина) x 38,5 (дубина) x 21 (висина) / 11,5             |
| Портови               |                                                              |
| Оперативни систем     |                                                              |